# MSNBC
MSNBC is een Amerikaanse nieuwszender die in 1996 begon met uitzenden. De naam is een samentrekking van Microsoft Network en NBC. Microsoft trok zich na enkele jaren al terug uit de samenwerking, maar de naam MSNBC bleef behouden. De zender en MSNBC.com (in 2012 omgedoopt in NBCNews.com) zijn tegenwoordig onderdeel van NBC News.
Het netwerk stond op de derde plek van meest bekeken nieuwskanalen in de Verenigde Staten. In 2010 haalden zij CNN in. MSNBC produceert en zendt uit vanuit het Rockefeller Center in New York.
Begin eenentwintigste eeuw vertoonden de opinieprogramma's van MSNBC een steeds sterkere progressieve signatuur. In oktober 2010 werd deze politieke invalshoek bevestigd in marketingcampagnes van de zender met als leus "Lean Forward". In september 2013 lanceerde MSNBC zijn vernieuwde website, met als tagline "What Progressives Have Been Waiting For". Commentatoren beschrijven MSNBC als links van het politieke spectrum, met een neiging naar de Democratische Partij. In 2011 omschreef het Amerikaanse politieke tijdschrift Politico MSNBC als "left-leaning" (naar links neigend).